# Heterophasia melanoleuca
Heterophasia melanoleuca е вид птица от семейство Leiothrichidae.

## Разпространение
Видът е разпространен в Китай, Лаос, Мианмар и Тайланд.